# Lubiatowo (Koszalin)
Lubiatowo (do 1945 niem. Lüptow) – część miasta i osiedle samorządowe Koszalina. Obejmuje południowo-wschodnią część Koszalina nad jeziorem Lubiatowo Północne.

## Osiedle Lubiatowo
Osiedle „Lubiatowo” jest jednostką pomocniczą miasta, gdzie mieszkańcy wybierają radę osiedla, która liczy 15 członków. Rada wybiera organ wykonawczy – zarząd osiedla, w skład którego wchodzi przewodniczący, wiceprzewodniczący i sekretarz. Przewodniczący zarządu osiedla pełni jednocześnie funkcję przewodniczącego rady osiedla.
Do obszaru osiedla samorządowego „Lubiatowo” zalicza się części miasta: Zagórzyno, Wichłacz, Dzierżęcino, Lubiatowo. Ponadto zalicza się do niego teren wzniesienia Krzywogóra oraz północną część jeziora Lubiatowo Północne.
Połączenie z centrum Koszalina umożliwiają autobusy komunikacji miejskiej: linie nr 2 (Dzierżęcino i Lubiatowo), 12 (Zagórzyno i Dzierżęcino) oraz 20 (Zagórzyno).

## Historia
W 1337 pierwsza wzmianka o punkcie granicznym zlokalizowanym w Lubiatowie, w XIV wieku wieś staje się własnością klasztoru cysterek z Koszalina. W 1400 mieszczanin koszaliński Johann Rogzow sprzedał swoją część dóbr lubiatowskich klasztorowi. Spis dóbr w 1653 wykazał, że we wsi należącej do domeny koszalińskiej opodatkowane były 22 hektary gruntów uprawnych, w Lubiatowie mieszkało siedmiu zagrodników, młynarz, karczmarz, czterech parobków, pastuch, trzech owczarzy, dwóch chałupników, czterech parobków najętych u kmieci. W 1784 wieś nadal należała do domeny koszalińskiej, mieszkało w niej sześciu kmieci wliczając sołtysa, trzech kmieci, w tym nauczyciel, a cała zabudowa składała się z dziewięciu zagród. Nazwę Lubiatowo wprowadzono urzędowo w 1948 roku, zastępując poprzednią niemiecką nazwę wsi Lüptow.
W 1989 do Koszalina przyłączono m.in. wsie Lubiatowo i Dzierżęcino, które wcześniej administracyjnie leżały w gminie Sianów.

## Ciekawostka
Lubiatowo to dawna osada rybacko-rolnicza, w której wykształciło się lokalne, charakterystyczne budownictwo mieszkalne, obok domów o konstrukcji ryglowej powstawała zabudowa gospodarcza z tzw. "wyżką" czyli galeryjką wykorzystywaną m.in. podczas układania słomy.